# The Breeze and I

Label der Single The Breeze and I von Caterina Valente, 1955

The Breeze and I ist eine Komposition von Ernesto Lecuona. Es ist ein wehmütiger Song, der vom Schmerz, verlassen zu werden, handelt.
The Breeze and I basiert auf dem Stück Andalucía, das Teil der ca. 1930 entstandenen Klaviersuite Andalucía (auch Suite Española) von Ernesto Lecuona ist. Der spanische Text für Andalucía stammt  von Emilio de Torre, den englischen Text für The Breeze and I schrieb Al Stillman 1940 für Jimmy Dorsey.
Die bekanntesten Versionen des Liedes stammen vom Jimmy Dorsey Orchestra (gesungen von Bob Eberly) aus dem Jahr 1940 und von Caterina Valente aus dem Jahr 1955. Valentes Version erreichte Platz acht in den US- und Platz fünf in der britischen Hitparade und verkaufte sich weltweit über eine Million Mal.
Auch im Jazz wurde die Komposition durch die Dorsey-Version populär und zu einem Jazzstandard. Aufgenommen wurde sie auch von Gene Ammons, Art Blakey, Sonny Clark, Xavier Cugat, Barry Harris, Coleman Hawkins, Bert Kaempfert, Shelly Manne, Mantovani, Wes Montgomery, Joe Pass, Art Pepper, Jimmy Rowles, The Shadows und Martin Böttcher mit Siegfried Schwab (Gitarre).